# 罗伊特 (巴登-符腾堡州)
罗伊特（德語：Reute，發音：[ˈʁɔʏtə] ⓘ）是德国巴登-符腾堡州弗赖堡行政区埃门丁根县的市镇，面积4.79平方千米，2023年12月31日人口为2,928人。